# マンゴ
マンゴ（伊: Mango）は、イタリア共和国ピエモンテ州クーネオ県にある、人口約1,300人の基礎自治体（コムーネ）。

## 地理

### 位置・広がり

#### 隣接コムーネ
隣接するコムーネは以下の通り。括弧内のATはアスティ県所属を示す。
- カスティノ
- コアッツォーロ (AT)
- コッサーノ・ベルボ
- ネイヴェ
- ネヴィーリエ
- ロッケッタ・ベルボ
- サント・ステーファノ・ベルボ
- トレッツォ・ティネッラ

#### 地震分類
イタリアの地震リスク階級 (it) では、4 に分類される
。

## 行政

### 分離集落
マンゴには、以下の分離集落（フラツィオーネ）がある。
- Bosi, Riforno, San Donato, Romanino